# Hemming Virgin
Hemming Ivar Virgin, född 19 oktober 1918 i Kungsholms församling i Stockholm, död 19 oktober 2005 i Annedals församling i Göteborg, var en svensk botaniker. Han var son till Ivar Virgin och dotterson till Hemming Gadd.

## Biografi
Virgin avlade filosofie licentiatexamen 1946 och disputerade 1951 vid Stockholms högskola. Han var docent vid Lunds universitet 1951–1958, laborator vid Lantbrukshögskolan 1958–1962 och professor i fysiologisk botanik vid Göteborgs universitet 1962–1983. Han invaldes som ledamot av Vetenskaps- och Vitterhetssamhället i Göteborg 1967, av Fysiografiska Sällskapet i Lund 1969, av Vetenskaps-Societeten i Uppsala 1971 och av Vetenskapsakademien 1974. I sin forskning ägnade sig Virgin huvudsakligen år ljusets inverkan på växterna. Han är begravd på Ova kyrkogård.